# ۱۱۶۶ خیابان آمریکا
۱۱۶۶ خیابان امریکا (به انگلیسی: 1166 Avenue of the Americas) آسمان‌خراش ۴۴ طبقه به ارتفاع ۱۸۰ متر، با کاربری اداری-تجاری است، که در خیابان ششم، منهتن، در نیویورک، ایالات متحده آمریکا مستقر می‌باشد. پروژه ساخت این ساختمان در سال ۱۹۷۱ آغاز شد و در سال ۱۹۷۴ تکمیل و افتتاح گردید.